# Дмитрий Александрович
Дми́трий Алекса́ндрович (1250—1294) — князь Переяславль-Залесский, Новгородский, а также великий князь Владимирский.

## Биография
Родился около 1250 года.
Сын великого князя Владимирского Александра Ярославича Невского и его жены Александры, дочери полоцкого князя Брячислава Васильковича Полоцкого. Старший после Василия, лишённого отцом наследства за отказ от организации ордынской переписи в Новгороде в 1257 году. В 1259 году, после подавления волнений в Новгороде, возникших вследствие появления там ханских переписчиков, Александр Невский поставил на княжение в городе Дмитрия.
В 1262 году Дмитрий вместе со своим дядей Ярославом Ярославичем Тверским и полочанами с литвой во главе с Товтивилом был послан отцом против ливонских рыцарей на Дерпт. Город был захвачен и войско вернулось с большой добычей. В 1266 году новгородцы прогнали Дмитрия Александровича и посадили у себя великого князя владимирского и одновременно тверского князя Ярослава Ярославича. Дмитрий Александрович удалился в Переяславль-Залесский, где он княжил с 1263 года. В 1268 году Дмитрий участвовал в кровопролитной битве под Раковором, причём объединенные силы псковичей и новгородцев своей победой в значительной степени были обязаны решающему удару его полка.
В 1270 году новгородцы предложили Дмитрию Александровичу стол, но Дмитрий отказался и даже помогал дяде снова овладеть Новгородом. Два года спустя, в 1272 году ему пришлось ездить в Золотую Орду, сопровождая туда Ярослава Ярославича, и в том же году, когда великий князь на обратном пути из Орды умер, а номинальное княжение в Новгороде стало вакантным, Дмитрий Александрович явился претендентом на него и вступил в соперничество с новым великим князем и последним своим дядей — Василием Ярославичем. Новгородцы сперва предпочли Дмитрия Александровича и он, торжественно въехав в Новгород, занял новгородский стол. Но Василий Ярославич решил не уступать так легко Новгорода племяннику, собрал войско и вместе с другим своим племянником, Святославом Ярославичем, князем тверским, начал опустошать Новгородскую область. Дмитрий выступил против неприятелей и уже дошёл до Торжка, когда вдруг узнал, что новгородцы передумали и, боясь великого князя, решились избавиться от переяславского князя. Дмитрий Александрович тогда сам отказался от новгородского стола и удалился в свой Переяславль.

### Великое княжение
В 1276 году, когда умер последний из его дядей, великий князь Василий Ярославич, Дмитрий Александрович, как старший в роду, занял великокняжеский стол и в мае следующего года прибыл в Новгород, где был признан в качестве новгородского князя. В следующем 1278 году он ходил усмирять карелов, возмутившихся против новгородцев, и разорил их землю, а в награду за это выхлопотал у новгородцев позволение поставить на их территории у берегов Финского залива крепость Копорье для защиты побережья Балтийского моря. Однако новгородцы, опасаясь за свою самостоятельность и не желая реального усиления великокняжеской власти на собственной территории, не позволяли великому князю оставить свой гарнизон в Копорье и настолько сильно противодействовали ему в этом, что Дмитрий должен был прибегнуть к силе.
Князь возвратился в Переяславль-Залесский и в начале 1281 года явился к новгородским границам уже с сильным войском. Новгородский архиепископ Климент уговаривал его не начинать военных действий, Дмитрий Александрович дошёл до Шелони и только здесь сдался на просьбы новгородцев и распустил войско, но поставив, в итоге, в Копорье великокняжеский гарнизон. В 1281—1282 годах младший брат Дмитрия Андрей, князь Городецкий, выхлопотав в Орде ярлык на великое княжение, дважды приводил татар на Русь и сумел, в итоге, занять новгородское, а затем и великое княжение. Но Дмитрий, воспользовавшись борьбой за власть в самой Орде, заручился поддержкой правителя её западной части беклярбека Ногая, и вернул себе владимирский престол в 1283 году. В 1285 году Дмитрий выступил против татар, вновь по приглашению Андрея вторгнувшихся на Русь, и одержал победу.
Между тем, в Орде влияние Ногая вскоре выросло настолько, что он смог посадить в Сарае на Волге своего ставленника, хана Тохту. На этот раз в 1293 году Андрей Александрович получил ордынскую помощь уже от Тохты. В результате нашествия было разорено 14 городов, а Дмитрий вынужден был бежать во Псков к своему зятю Довмонту. Андрей занял великокняжеский стол и сейчас же был объявлен князем новгородским. Удел Дмитрия, Переяславль-Залесский, Андрей Александрович передал одному из своих союзников, князю Фёдору Ростиславичу. Но Дмитрий Александрович, лишь только ордынский царевич Дюдень со своими татарами удалился, решил возвратиться в Переяславль. У Торжка он едва не был перехвачен Андреем, оставил весь свой обоз и бежал в Тверь. Молодой тверской князь Михаил Ярославич принял Дмитрия Александровича и согласился даже быть посредником между двумя братьями. При помощи тверского епископа ему удалось примирить их: Дмитрий Александрович отказался от великого княжения в пользу брата, но оставил себе свой любимый удельный город Переяславль-Залесский, из которого пришлось удалиться посаженному туда князю Фёдору Ростиславичу, который, уходя, сжёг город. Дмитрий Александрович отправился в Переяславль, но на пути туда, около Волока, заболел, постригся в монахи и в 1294 году умер. Тело его было перевезено в Переяславль и там положено в Спасо-Преображенском соборе.

## Семья и дети
У Дмитрия Александровича были дети: Александр (ум. 1292), княживший после него в Переяславле Иван Большой (р. около 1268-1302), Иван Меньшой (1290—1290) и несколько дочерей, из которых одна, Мария, была замужем за князем Псковским Довмонтом.

## Захоронение и данные палеогенетики
В 2020 году специалисты Института археологии РАН установили точное место погребения двух последних князей Переславль-Залесского княжества – князей Дмитрия Александровича и Ивана Дмитриевича, сына и внука Александра Невского. Открытие археологи совершили во время раскопок на территории Спасо-Преображенского собора – одного из древнейших белокаменных храмов домонгольской Руси. Саркофаг был разбит грабителями. Его форма типична для XIII–XIV веков. Хорошая сохранность костной ткани, типичная для нахождения останков длительное время после захоронения вне контакта с грунтом, указывает на довольно поздний эпизод разрушения саркофага. Немногочисленные разрозненные человеческие кости нашли в заполнении около саркофага и в засыпанном землёй оголовье саркофага. Останки князя представлены следующими костями:
1. Первый шейный позвонок.
2. 3-й шейный позвонок.
3. Два позвонка верхней части грудного отдела позвоночника.
4. Один нижний позвонок грудного отдела.
5. Один поясничный позвонок.
6. Первое ребро правое.
7. Верхнее ребро левое.
8. Кости правой кисти: пястная кость I луча, пястная кость III луча, кричковидная кость.
9. Кости кисти левой руки: пястная кость I луча. Пястная кость IV луча, проксимальные фаланги III и IV лучей.
10. Кости левой стопы: проксимальная фаланга I луча левой стопы.
11. Кости правой стопы: клиновидная кость.

Идентификация останков из саркофага как погребения князя Дмитрия Александровича основывается на совокупности исторических сведений о погребении, археологических данных и антропологических определений. В 2023 году палеогенетики прочитали геном Дмитрия Александровича. ДНК получили из пястной кости кисти, надколенника и ладьевидной кости стопы. Исследователи определили у него ту же самую Y-хромосомную линию, что и у большинства современных представителей рода Рюриковичей. Результаты исследования опубликованы в журнале Acta Naturae. Учёные определили у него митохондриальную гаплогруппу F1b1-a3a2a, относящуюся к восточно-евразийскому кластеру, и Y-хромосомную гаплогруппу N1a1a1a1a1a1a7a (N1a1-L550>Y4339>Y10931>VL11) (подтверждающую потомство Юрия Долгорукого).

## В культуре
Дмитрий Александрович стал одним из персонажей романа Дмитрия Балашова «Младший сын» (1975 год).